# Patricia Jara
Patricia Jara (n. Riobamba) es una artesana ecuatoriana que práctica el oficio de tejedora de ropa de muñecas, a quien la prensa y la comunidad la ha sobrenombrado como “La tejedora peregrina” debido a que se la puede ver en diferentes parques y locaciones dentro y fuera del país. En Ecuador no hay ropa para muñecas tejidas a mano y la empresa pública de Ferrocarriles de Ecuador coloco un stand en sus instalaciones para mostrar sus artesanías. Para elaborar sus artesanías utiliza hilos de algodón, cabuya, y mocora.

## Biografía
Su padre fue relojero y joyero, su madre fue tejedora de prendas de croché; y fue de ella quien aprendió desde los 6 años de edad, comenzó tejiendo vestidos de muñecas.
Sus clientes son turistas nacionales y extranjeros que le han nombrado con el sobrenombre de “La Tejedora Peregrina”. Este apodo se debe a que se la puede ver en diversos parques del Ecuador.
Patricia Jara dijo: "Mi casa es el mundo porque un día estoy en Playas (balneario de Guayas) o de pronto me voy a vender al Perú o Colombia”.
En sus siete décadas ha creado su propia marca de artesanías en las que ha creado muñecos tejidos con fibras naturales y también sintéticas.